# Femslash
Il Femslash è un tipo di coppia presente nelle fan fiction, che si riferisce a relazioni omosessuali che indugiano nell'atto sessuale tra donne, ma con fattezze reali (come nei film o nelle serie TV).
Questo termine serve per distinguere il femslash dallo slash, ovvero una relazione omosessuale, in cui si indugia nell'atto sessuale,  tra uomini nelle fanfiction.
Nell'ambito del fumetto giapponese delle anime e dei manga, questa relazione viene compresa nello Yuri, mentre nelle fiction il termine è noto ai cultori della serie Xena.